# Perboundos
Perboundos ou Prébound (en grec Περβοῦνδος ; en slave méridional Пребънд, fl. 675–676) est le knèze slave d'une sklavinie médiévale de Macédoine dont les habitants se dressèrent contre l'Empire byzantin : à ce titre, il est considéré comme un « héros précurseur » par les Slaves de Macédoine modernes. Son histoire est contée dans un ensemble de recueils, les Miracles de Saint Démètre, qui livrent des renseignements précieux sur l'organisation des tribus slaves installées vers le milieu du VIIe siècle dans la moitié sud de la péninsule balkanique. 

## Biographie
Qualifié dans les chroniques grecques de « roi des Runchines (en) » (ὀ τῶν Ῥυγχίνων ρῆξ, en slave méridional краља Рýнхина), Perboundos est le knèze, vassal de l'empereur byzantin et vivant d'ailleurs à Thessalonique, d'une tribu slave installée dans le voisinage de cette ville depuis l'arrivée des Slaves dans les Balkans. La chronique des Miracles de Saint Démètre de Salonique mentionne que les Slaves installés près de Thessalonique dans l'Empire byzantin, menaient depuis longtemps une existence pacifique lorsque l'éparque thessalonicien dénonça à l'empereur Constantin IV les agissements suspects de Perboundos : ce dernier viserait à rassembler toutes les tribus slaves et à mener « contre l'Empire et contre tous les chrétiens une guerre à outrance sur mer et sur terre ». L'expression « contre les chrétiens » laisse penser qu'une partie des Slaves était alors encore fidèle à la religion slave polythéiste.
L'empereur donne donc l'ordre que l'on arrête Perboundos, qui vivait tranquillement dans la ville de Thessalonique sans se douter des menaces pesant sur lui, et qu'on le lui envoie sous bonne garde. Emprisonné à Constantinople, Perboundos parvient à s'évader grâce à l'aide d'un traducteur (slave ?) proche de l'empereur ; habillé à la grecque et parlant parfaitement le grec, il sort sans difficulté de la cité impériale par la porte des Blachernes et parvient à se cacher près de Bizye, dans le domaine agricole d'un ami : ces détails montrent qu'il était en voie d'intégration à la société byzantine. Découvert une quarantaine de jours plus tard, Perboundos est de nouveau emprisonné, interrogé puis mis à mort (676). Son hébergeur fut lui aussi exécuté avec sa femme pour avoir aidé Perboundos.
Ce que l'éparque thessalonicien et l'empereur Constantin IV craignaient, devint alors réalité, car, apprenant l'exécution de leur knèze, les Runchines crient vengeance : alliés à deux autres tribus slaves, les Strymonites (en) (Slaves de la Struma) et les Sagoudates, ils assiégèrent Thessalonique pendant deux ans (676-678).

### Sources primaires
- Miracles de Saint Démétrius (Miracula Sancti Demetrii)